# مشعلية أندلسية
مشعلية أندلسية أو رشاد حجري أندلسي (الاسم العلمي:Aethionema iberideum) هي نوع من النباتات تتبع جنس المشعلية من الفصيلة الصليبية.